# GOD WARS 〜時をこえて〜
『GOD WARS 〜時をこえて〜』（ゴッドウォーズ ときをこえて）は、日本神話を題材とする和風タクティクスRPG。開発は原作者であり監督を務めた安田善巳がリーダーを務めるGODWARS TEAMが担当し、2017年6月22日に角川ゲームスよりPlayStation 4/PlayStation Vita用ゲームソフトとして発売された。
2018年6月14日にはNintendo Switch向けに、2019年6月14日にはSteam向けに、時をこえてのバージョンアップ版である『GOD WARS 日本神話大戦』が発売されている。
本作のナレーターは日本神話に精通している俳優の佐野史郎が担当し、主題歌を歌手の坂本冬美が歌うことで話題を呼んだ。
2024年1月までの累計販売本数は40万本を突破している。
2022年5月に本作のIPはDragami Gamesへ移管された。

## 概要
原作者である安田善巳は、「監督談話」や限定版の特典として発刊されたGODWARSのシナリオ・アート資料集「日本神話大全」にて、自身が古事記の出雲神話に触発されて書いた「神戦記」をベースにして『GOD WARS 〜時をこえて〜』（GOD WARS 日本神話大戦）のシナリオやゲームデザインを制作したことや、日本神話やおとぎ話のヒーローたちによる群像劇を通じて日本人の原点や日本文化の源流を世界に発信したかったことを語っている。
安田善巳にとり、『GOD WARS 〜時をこえて〜』（GOD WARS 日本神話大戦）を生み出した発想やバックボーンは、安田が出雲という歴史ある土地に生まれ、幼いころよりその土地に伝承される古代史や出雲神話に熱中し、また20年かけて全国の神社を参拝して得た、これこそ伝承という話を各神社の宮司さんより見聞して来たフィールドワークが原点にあると語っている。
また、日本文化の源流にある「和して貴しとなす」という多様性を尊重する精神世界は日本神話に描かれており、その真骨頂である「出雲神話の国造り」をゲームにしたのが『GOD WARS 〜時をこえて〜』（GOD WARS 日本神話大戦）であり、次回作は「邪馬台国の崩壊とヤマト建国」をテーマとする二部構成で構想していると述べている。
安田善巳によれば、穢れたダークヒーローの子どもが神話やおとぎ話の主人公になるという感性は日本独特のものであり、この文化は現代のコミックやアニメなどに継承されているらしい。
『GOD WARS 〜時をこえて〜』（GOD WARS 日本神話大戦）は、日本神話をテーマとするタクティクスRPGとしてはめずらしく海外でも高い評価を得ている。

## あらすじ
美しい自然と八百万の神々が住まう瑞穂国。瑞穂の民は自然を愛し祖霊を敬い争いも好まず平和に暮らしていた。
しかし、いつのころからか、人々は争いを繰り返すようになり、各地で日照りや台風、地震などの天変地異が起こるようになった。
富士国の王女ツクヨミは、争いを繰り返す出雲国と日向国の間に立ち、不戦の誓いを結ばせた。これにより神々の怒りが鎮まり、天変地異も収まるかと思われたが、突然、富士山が鳴動を始める。
王女ツクヨミは神託を受け入れ、断腸の思いで娘サクヤを生け贄に差し出すことでようやく富士の鳴動は収まった。
しかし、悲嘆に暮れたツクヨミは、ある日忽然と姿を消してしまう。キツネと名乗る男に政を任せて。
それから十三年後、富士国の浅間ノ宮に一人の少女カグヤが囚われていた。次に富士の鳴動が起こったときの生け贄として……

## 登場人物

### 富士国（ふじのくに）
カグヤ
声 - 早見沙織
富士国女王ツクヨミの三女。極めて強い霊力と抜群の美貌に恵まれているが、富士山を鎮める生け贄になるべく幽閉されている。悲劇の王女だが性格はおてんばで好奇心が強い。キンタロウたちの力を借りて自らの運命を切り開いていく。
サクヤ
声 - 佳村はるか
ツクヨミの次女。13年前、富士の火口に生け贄として捧げられる。霊力も美貌もカグヤに匹敵するが、容姿はたおやかで儚げ。人を守ってあげたい気持ちにさせる。
ツクヨミ
声 - 中村千絵
富士国の女王。サクヤ、カグヤの母。優しく慈愛に満ちた女王。13年前、神々の怒りを鎮めるために、富士の火口へ生け贄として娘のサクヤを捧げる。それ以後、行方知れずとなる。
キンタロウ
声 - 畠中祐
富士国一番の力自慢の少年。両親を幼い頃になくしたが立派に生活を支えてきた。カグヤとは母親が亡くなった直後に知り合い友達になる。カグヤがふと漏らした「助けて」の一言のために彼女を暴動に乗じて救い出す。約束は必ず守る律義者。
クマ
声 - 福山潤
キンタロウの相棒のクマの神。富士国では山野で知り合った人とも獣ともつかぬ何者かと親しくなるのは普通のことである。キンタロウとは強い絆で結ばれており、言葉は話せないが意思疎通できる。村ではキンタロウとまともに相撲が取れる唯一の存在だった。
ハナサカ
声 - 伊藤美紀
八百万の神の一人。冷静沈着で博識な気品ある婦人。富士浅間の宮に出仕。サクヤが富士に捧げられた後浅間の宮を退去。各務原で生け贄に頼らず神の怒りを鎮める方法を模索し、巨大な鏡を作る。

### 出雲国（いずものくに）
オオクニヌシ
声 - 國立ミユキ
出雲国王スサノオと王妃クシナダの嫡男。明朗快活な人柄で男女を問わず愛される器量人。大変な美貌の持ち主であり、女性を褒めるのにも躊躇しないため、とにかくもてる。カグヤと出会い国を背負う重みを学び、さらなる大物へと成長していく。調整型で、人を共存共栄に導く君主を理想としている。
スサノオ
声 - てらそままさき
出雲の国王。無敵の戦士であり、一代で出雲を強国にした英雄。国力を得てからは軍事よりも経済、技術に根ざした国造りを進める。生まれつき最強だったため、暴力に固執せず、優秀な家臣に内政を任せる度量がある。
イナバ
声 - 麦穂あんな
出雲の宮廷に仕える女官。幼いころからオオクニヌシ付を務めているため、その美貌と褒め言葉に免疫がある。主な仕事はオオクニヌシの女性関係の後始末。
サヨリ
声 - 氷青
瀬戸内海運を仕切る海の女。子供のころから宮廷に出入りしていたため、オオクニヌシやイナバからは姉のように慕われている。豪気な姉御肌。イナバの愚痴を聞かされるのは彼女の役目である。
イッスン
声 - 福山潤
八百万の神の一人。現在は出雲に仕え地方を巡察して治水や医薬について指導している。オオクニヌシの器にほれ込み、彼の治世を支えるのが自分の仕事だと思っている。

### 日向国（ひゅうがのくに）
モモタロウ
声 - 石川界人
日向の女王アマテラスの長男にして嫡男。文武両道に長け、覇気に満ちた一代の英傑。集権的な支配を理想とし、理想国家の建設に向けて邁進する。なまじ一人でなにもかも出来るため、自分以外の人間を軽んじる傾向にある。そのため、出雲への潜入も自らこなし、オオクニヌシたちと出会うことになる。
アマテラス
声 - 園崎未恵
日向国の女王。三大国の君主の中では最も若くて気力に満ちている。噴火の被害にあった国土では民の生活が成り立たないため、豊穣な出雲や富士の領域への進出を狙っている。次世代の王となるべき二人の息子の養育にも熱心。そこには母親らしい愛情もあるのだが、ウラシマにはうまく伝わっていない。
ウラシマ
声 - 柿原徹也
日向国の第二王子。兄のモモタロウが優秀すぎるため、世をすねて僻みっぽくなっているが、根は思いやりのある素直な青年。日向の宮廷は居心地が悪いため、龍宮に逃げ出している。
カメ
声 - 麦穂あんな
龍宮に仕える眷属の一人。人型をしたカメ。人間の感覚ではかなりの高齢だが、カメとしてはまだまだひよっこであり、海神の眷属だけあって海に強く、一行の足を務めることも。

## モンスター
火の鳥
阿蘇山を象徴する八百万神。阿蘇の鳴動とともにカグヤたちの前に姿を現す。
大神
山を象徴する八百万神。山が崩され森林が伐採されることに怒りを覚え、正気を失い、祟り神と化してしまっている。
ヤマタノオロチ
斐伊川を司る巨大な八百万の神。八木の首から繰り出される攻撃はその全てが破壊的で、パーティーを全滅に導く。
温羅
鬼の城を拠点とする製鉄集団の頭目。いかなる時も異形の仮面をかぶっており、その素顔を見たものは決して生きて帰ることはできないと言う。
鳳凰
永遠のときをこえて瑞穂国を見守る八百万の神。
鹿神
厳島の神使である鹿の姿をしている。その角による一撃は巨大な岩をも打ち砕く力を持つという。
猪神
常に二柱で行動し宍道湖のほとりでスサノオ、オオクニヌシの行く手を阻む。
白蛇神
三輪山の神使の蛇が祟り神となったもの。身体の周囲を増幅された嫉妬の念がどくろのように渦巻いている。
九尾
仕えていた主に見放され、狂乱のあまり荒御霊に侵された哀れな祟り神。九本の太い尾を駆使して繰り出される技は、激しく破壊的である。

## スタッフ
- ディレクター/シナリオ/原作 - 安田善巳
- キャラクターデザイナー - 箕星太朗
- モンスターデザイナー - 竹安佐和記
- 作曲 - 新田高史
- ナレーター - 佐野史郎

## 主題歌
時をこえて
坂本冬美による主題歌。